# Кравцов, Александр Владимирович
Александр Владимирович Кравцов (род. 7 июля 1963, Скородум, Омская область) — российский политик, депутат Государственной Думы Федерального Собрания Российской Федерации 6-го созыва.

## Биография
Александр Кравцов в 1985 году закончил СибГУФК и работал учителем физкультуры в Тевризской средней школе № 2, затем отслужил в Советской Армии. С 1988 по 1994 год возглавлял районный комитет по физкультуре, затем другие подразделения администрации муниципалитета, а с 2006 года избирался депутатом райсовета.

### Депутат госдумы
10 ноября 2015 года Государственная Дума РФ приняла решение о наделении депутатскими полномочиями Александра Кравцова. Он занял место Елены Мизулиной, которая стала сенатором от Омской области и заместителем председателя Комитета по конституционному законодательству и государственному строительству в Совете Федерации.
В сентябре 2016 года принимал участие в выборах в ГД седьмого созыва. Занял 4-е место.
15 ноября 2017 года исключен из «Справедливой России».